# 広田寛治
広田寛治（ひろた かんじ、1952年4月16日- ）は、日本の音楽評論家。

## 人物・来歴
愛媛県生まれ。東京都立大学大学院修士課程修了。山梨県立大学講師などを経て、編集プロダクション／フロム・ビー主宰。

## 著書
- 『ビートルズ学入門 :ジョン・ポール・ジョージ・リンゴが教える自由な生き方』(ラッコブックス) 新潮社, 2000.10
- 『ザ・ビートルズ ロックの革命児たち』(火の鳥人物文庫 講談社, 2000.11
- 『ロック・クロニクル 現代史のなかのロックンロール 1952-2002』河出書房新社, 2003.1
- 『ロック・クロニクル 現代史のなかのロックンロール』河出書房新社, 2012.2

### 共編著・監修
- 『ザ・ビートルズ大全』編著. 河出書房新社, 2004.12
- 『ボブ・マーリー :ワン・ラブ、ワン・ハート』淡路和子共著, フロム・ビー 編. エイト社, 2004.12
- 『Somewhere in the Beatles : ビートルズがきこえる…』福岡耕造写真, 淡路和子共著. ピエ・ブックス, 2004.4
- 『ジョン・レノンフォーエバー 魂の叫びと日本の心』監修 (KAWADEムック) 河出書房新社, 2020.10

### 翻訳
- ジョン・レノン [述], ジェフリー・ジュリアーノ, ブレンダ・ジュリアーノ編著『ロスト・レノン・インタビュー』第1-2集 島田陽子 訳, 広田監修 プロデュース・センター出版局, 1997.10
- アリステア・ローレンス『アビイ・ロード・スタジオ 世界一のスタジオ、音楽革命の聖地』山川真理, 吉野由樹, 松田ようこ訳, 川原伸司,山田ノブマサ, 広田監修. 河出書房新社, 2013.11
- ケヴィン・ハウレット『ザ・ビートルズBBCアーカイブズ1962-1970』山川真理, 吉野由樹, 松田ようこ訳, 広田監修. 河出書房新社, 2014.5